# 马萨夫拉
马萨夫拉（義大利語：Massafra），是意大利塔兰托省的一个市镇。总面积125平方公里，人口32210人，人口密度257.7人/平方公里（2009年）。ISTAT代码为073015。